# Trichoncus gibbulus
Trichoncus gibbulus är en spindelart som beskrevs av Denis 1944. Trichoncus gibbulus ingår i släktet Trichoncus och familjen täckvävarspindlar.
Artens utbredningsområde är Frankrike. Inga underarter finns listade i Catalogue of Life.